# Крымская светлица
Крымская светлица (укр. Кримська світлиця) — украинская политическая и литературно-художественная газета. С основания в 1992 году и до 2016 года редакция газеты располагалась в Симферополе. Газета являлась единственной украиноязычной на территории Крыма. С 2016 года редакция газеты находится в Киеве.

## История
Газета основана в 1992 году симферопольским обществом «Просвита» и Крымским отделением Союза писателей Украины. Первым главным редактором газеты стал Александр Кулик, назначение которого было принято на І Всекрымском конгрессе украинцев. Первоначально газета выходила тиражом 10 тысяч экземпляров.
22 апреля 1995 года редакторы «Крымской светлицы» представили проект энциклопедического словаря «Тарас Шевченко и Крым». В 2001 году он был издан отдельным изданием под руководством Григория Рудницкого. Также в издании были опубликованы статьи о исследователях творчества Шевченко и материалы о связях Шевченко с Крымом.
В 2002 году был запущен сайт издания.
В 2002 году коллектив издания сообщил о том, что из-за недофинансирования газета может прекратить своё существование. К 11 января 2002 года кредиторская задолженность издания составила 36 тысяч гривен. В октябре 2002 года финансирование «Крымской светлицы» было возлюблено, тогда же Государственный комитет информационной политики выделил на нужды издания 30 тысяч гривен. В 2003 году главный редактор Виктор Качула заявил, что за десять лет существования газеты она так и не получила собственного помещения. В марте 2003 года из-за отсутствия финансирования со стороны правительства газета прекратила свою деятельность. 13 марта 2003 года коллектив издания принял решение о перерегистрации газеты новыми соучредителями.
В марте 2005 года из-за недофинансирования выпуск газеты был приостановлен. В мае 2005 года из-за задолженности в размере 6 тысяч гривен Государственная исполнительная служба Украины арестовала счета издания. В следующем месяце стало известно, что Министерство культуры Украины отказалось финансировать издание «Крымской светлицы». В сентябре 2005 года состоялся митинг движения «Пора!» в защиту «Крымской светлицы». Организаторы акции отмечали, что «безразличие ново-старой власти к проблемам финансирования печатных СМИ на государственном языке привели „Крымскую светлицу“ на грань выживания».
В 2009 году «Крымская светлица» открыла «школу молодых репортёров», в рамках которой планировалось создать молодёжное интернет-издание.
На протяжении 2009 года редакция вновь сообщила о проблемах с финансированием. Один из выпусков номера «Крымской светлицы» профинансировал представитель партии «Собор» Владимир Кунцов. К этому времени газета имела 2200 подписчиков, тираж 3 тысяч экземпляров, за который отвечали около 20 сотрудников издания. В январе 2010 года был уволен главный редактор «Крымской светлицы» Виктор Качула. Официальной причиной увольнения стало «систематические нарушения требований, приказов и распоряжений министерства культуры без уважительных причин и ненадлежащее исполнение служебных обязанностей». По мнению Качулы его увольнение связано с поддержкой издания курса президента Виктора Ющенко и сохранением полного штата газеты. Украинская народная партия обвинила в закрытии газеты правительство Юлии Тимошенко. Депутат Верховного Совета Крыма от фракции «Блок Куницына» Александр Лиев в знак поддержки газеты помог всем школам полуострова на первый квартал 2010 года оформить подписку на «Крымскую светлицу».
Новым главным редактором был назначен Леонид Пилунский, депутат крымского парламента. Виктор Качула отказался предоставить доступ в редакцию издания новому главному редактору, а часть коллектива написало заявление об увольнении. Новый главный редактор сообщил, что намерен увеличить тираж до 10-12 тысяч экземпляров, а также выпускать материалы на русском и крымскотатарском. Газета «Авдет» после возобновления выпусков «Крымской светлицы» отмечала, что поскольку редакция газеты состоит из русскоязычных, то «качественный перевод на украинский и крымскотатарский оказался для редакции сложным заданием».
В марте 2010 года Пилунский заявил, что из-за проблем с финансированием прекратилось обновление сайта и печать газеты. В июле этого же года Киевский районный суд Симферополя признал увольнение Виктора Качулы незаконным. Выпуск «Крымской светлицы» тогда же удалось возобновить благодаря средствам президента объединения «Транс-Континенталь» Юрия Колесникова, при этом количество материалов в номере газеты было уменьшено. В сентябре 2010 года министр культуры и туризма Михаил Кулиняк заявил, что после окончания судебной тяжбы газета возобновит свою полноценную деятельность. 14 октября 2010 года Виктор Качула был восстановлен в должности главного редактора, а газета впервые за 10 месяцев вышла в электронном формате. Против возобновления выпуска материалов газеты за счёт бюджетных средств выступила партия «Русский блок»

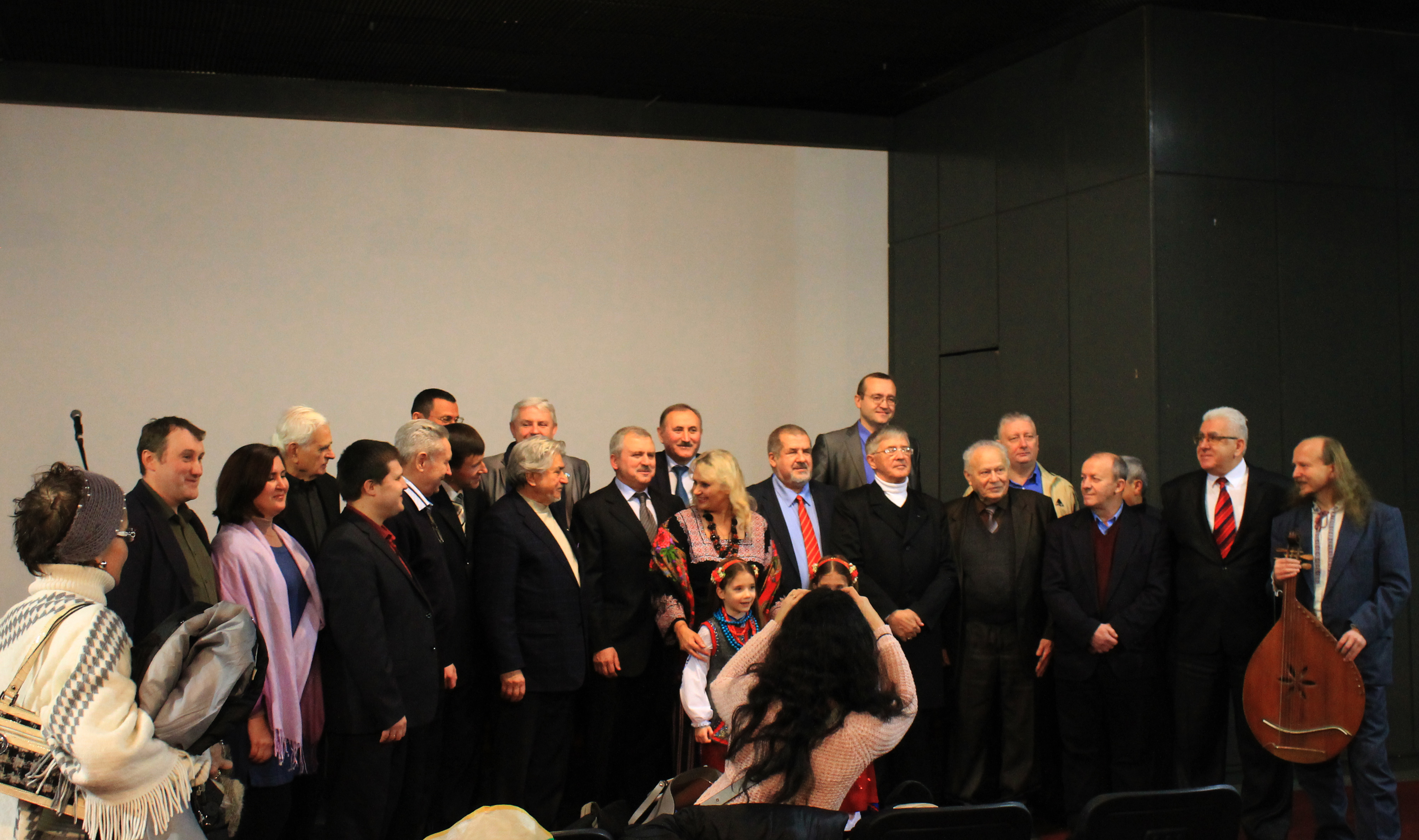
Празднование 25-летия газеты в Киеве, 2017 год

После аннексии Крыма Россией редакция газеты получила предписание покинуть арендованное помещение, кроме того изданию было отказано в распространении продукции «Крымсоюзпечатью», после чего газета прекратила выходить. В мае 2015 года возобновилась деятельность издания в электронном виде. В марте 2016 года Национальное газетно-журнальное издательство заявило, что в связи с тем, что оно не может нести ответственность за безопасность сотрудников на территории Крыма, то руководство издательства приняло решение перевести редакцию в Киев. Виктор Качула раскритиковал идею переезда редакции, заявив о намерении оспорить данное решение в суде. Новым главным редактором «Крымской светлицы», возобновившей свою деятельность в Киеве, стал бывший участник вооружённого конфликта на востоке Украины Виктор Мержвинский.
В 2017 году «Крымская светлица» стала одним из первых изданий на Украине, перешедшем на свободную лицензию Creative Commons.
С мая 2019 года в результате процесса процесс «разгосударствления» печатных СМИ на Украине «Крымская светлица» перестала иметь отношения к Министерству культуры Украины. Новыми учредителями газеты стали общественная организация «Крымский центр делового и культурного сотрудничества» «Украинский дом» и общество «Просвита». В июле 2019 года новый главный редактор Андрей Щекун сообщил о том, что издание было лишено своего помещения.

## Позиция и взгляды
«Крымская светлица» задумывалась как издание на украинском языке в Крыму, являвшимся единственным подобным на территории полуострова. Редакторы выступали с позиции украинского государства, защищали права украинцев и крымских татар на полуострове, при этом критикуя взгляды русских шовинистов. На страницах издания велась полемика с газетой «Крымская правда», которая считалась «Крымской светлицей» антиукраинским изданием. Газета выступала в поддержку президента Виктора Ющенко. В 2008 году редакция газеты поддержала закрытие телеканала «Киевская Русь».
Использование «языка вражды» газетой неоднократно отмечалось проектом «Повышение ответственности журналистов и медиа через улучшение медиаграмотности населения и активизацию влияния НГО и общества», реализуемого «Ассоциацией свободных журналистов» в рамках программы «U-Media», осуществляющейся на средства Интерньюз Нетворк и Агентства США по международному развитию. Присутствие «языка вражды» на страницах издания также отмечалось в материалах Информационно-исследовательского центра «Интеграция и развитие» под руководством Алексея Морозли. Журналистка Валентина Самар, комментируя деятельность газеты, отметила: «вы никогда не расширите количество читателей, и не сделаете привлекательной эту газету, если не смените тональность некоторых публикаций». На страницах издания в частности предлагалось русским Крыма признать себя колонизаторами, а также сообщалось о том, что в будущем Украина может простираться «От Сана до Кавказа». В 2010 году руководитель Бахчисарайской РГА Ильми Умеров, отвечая на упрёк газеты в адрес крымских татары, которые, по мнению издания не содействуют украинизации полуострова, заявил, что данная публикация является предвыборной провокацией и вредит Украине.
Поздравляя коллектив газеты с 25-летием, председатель Меджлиса крымскотатарского народа Рефат Чубаров заявил в 2017 году, что после возвращения Крыма под контроль Украины «Крымская светлица» станет главным изданием созданной в будущем крымскотатарской автономии: «Когда мы вернёмся, „Крымская правда“ уйдёт в забвение. „Крымская светлица“ будет выходить на языке крымской автономии, крымскотатарской автономии. Будет крымскотатарская газета и будет „Крымская светлица“».

## Руководители
- Кулик Александр Павлович (1992—1995)[2]
- Миткалик Владимир Сильвестрович (1995—2000)[2]
- Качула Виктор Владимирович (2000—2010)[2]
- Пилунский Леонид Петрович (2010)[26]
- Качула Виктор Владимирович (2010—2016)[28]
- Мержвинский Виктор Владимирович (2016—2019)[33]
- Щекун Андрей Степанович (с 2019)[35]

## Награды
В октябре 2009 года председатель Севастопольской ГГА Сергей Куницын наградил коллектив газеты почётной грамотой «за высокий профессионализм, весомый вклад в освещении художественной и культурной жизни Севастопольского региона».
Статья Евгения Букета «Ханская Украина», опубликованная в 2018 году в «Крымской светлице» получила Премию имени Вячеслава Черновола за лучшую публицистическую работу в области журналистики.